# Кіа Боуман
Кіа Боуман (нід. Kea Bouman; 23 листопада 1903 — 17 листопада 1998) — колишня нідерландська тенісистка.
Найвищу одиночну позицію світового рейтингу — 8 місце досягла 1928 року.
Перемагала на турнірах Великого шолома в одиночному та парному розрядах.
Завершила кар'єру 1930 року.

## Фінали турнірів Великого шолома

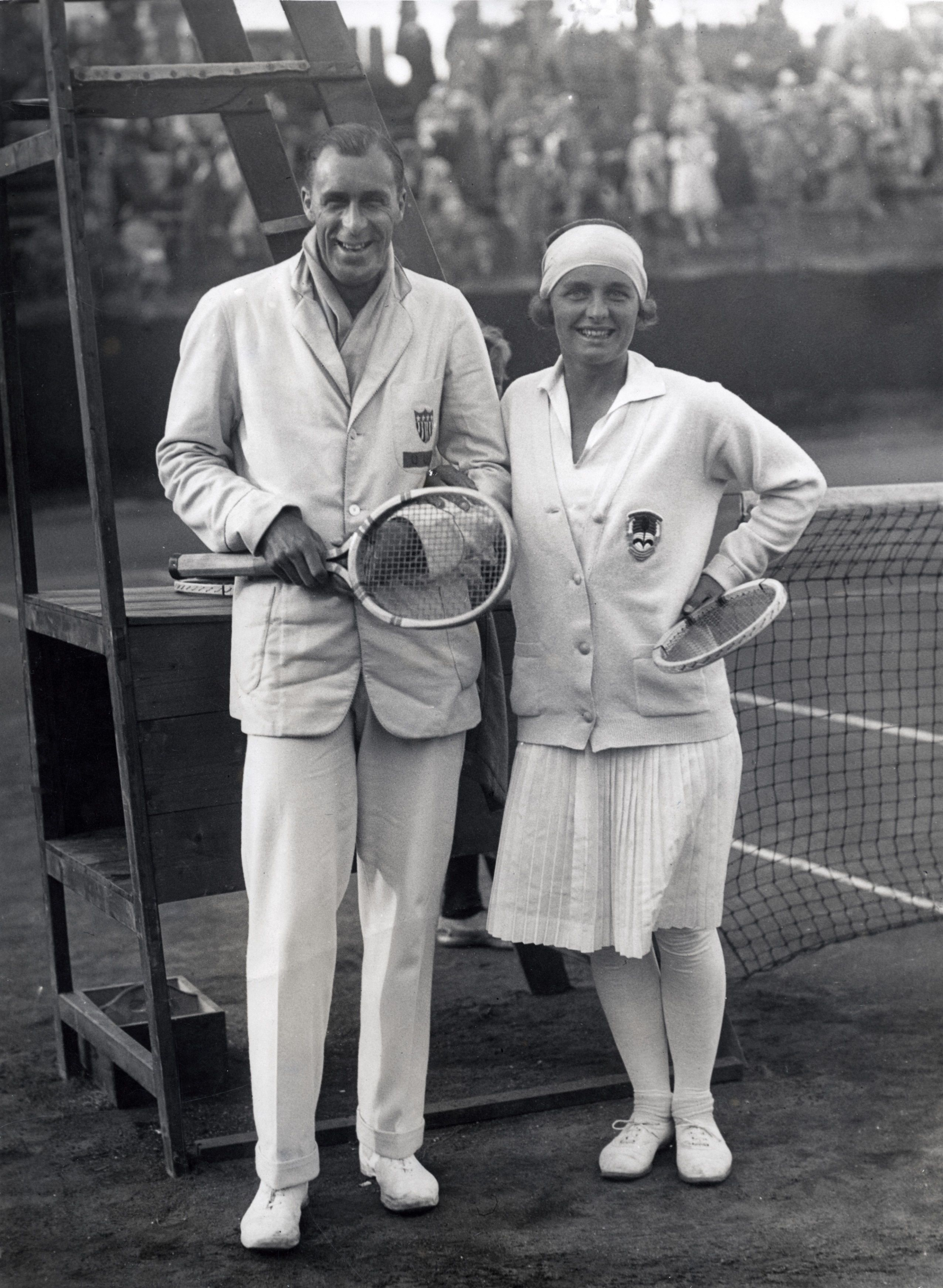
Білл Тілден і Кіа Боуман на Чемпіонаті Франції 1927

### Одиночний розряд (1 перемога)
| Результат | Рік  | Турнір                               | Покриття | Суперниця         | Рахунок  |
| --------- | ---- | ------------------------------------ | -------- | ----------------- | -------- |
| Перемога  | 1927 | Відкритий чемпіонат Франції з тенісу | Ґрунт    | Ірен Бовдер-Пікок | 6–2, 6–4 |

### Парний розряд (1 перемога)
| Результат | Рік  | Турнір            | Покриття | Партнерка     | Суперниці                     | Рахунок  |
| --------- | ---- | ----------------- | -------- | ------------- | ----------------------------- | -------- |
| Перемога  | 1929 | Чемпіонат Франції | Ґрунт    | Лілі Альварес | Боббі Гайне-Міллер Аліда Неве | 7–5, 6–3 |

## Часова шкала виступів на турнірах Великого шолому
| W | Ф | ПФ | ЧФ | #Р | КТ | К# | DNQ | A | NH |

| Турнір                                 | 1923  | 1924  | 1925  | 1926  | 1927  | 1928  | 1929  | Career SR |
| -------------------------------------- | ----- | ----- | ----- | ----- | ----- | ----- | ----- | --------- |
| Відкритий чемпіонат Австралії з тенісу |       |       |       |       |       |       |       | 0 / 0     |
| Відкритий чемпіонат Франції з тенісу1  |       | NH    |       | ПФ    | П     | ПФ    | 1р    | 1 / 4     |
| Вімблдонський турнір                   | 2р    | 1р    | 2р    | ЧФ    | 4р    | 3р    | 3р    | 0 / 7     |
| Відкритий чемпіонат США з тенісу       |       |       |       |       | ЧФ    |       |       | 0 / 1     |
| SR                                     | 0 / 1 | 0 / 1 | 0 / 1 | 0 / 2 | 1 / 3 | 0 / 2 | 0 / 2 | 1 / 12    |

1До 1923 року лише французи мали право на участь у Чемпіонаті Франції. Чемпіонат світу на твердих кортах (WHCC), який насправді проводили на ґрунті в Парижі та Брюсселі, вперше відбувся 1912 року й був відкритий гравцям усіх країн. Тут наведено результат того турніру за 1923 рік. 1924 року замість нього відбувся турнір з тенісу на Олімпійських іграх у Парижі. Починаючи з 1925 року, право на участь у Чемпіонаті Франції мали гравці всіх країн, тож від того року тут показано результати цього турніру.